# آدام کارول
آدام کارول (انگلیسی: Adam Korol؛ زادهٔ ۲۰ اوت ۱۹۷۴) قایقران روئینگ اهل لهستان بود.
وی در مسابقات کشوری و بین‌المللی در مجموع برندهٔ ۶ مدال طلا، ۱ مدال نقره، ۲ مدال برنز شده‌است.